# Sirlord Conteh
Sirlord Calvin Conteh (Amburgo, 9 luglio 1996) è un calciatore tedesco, attaccante dell'Heidenheim.

## Biografia
Nato ad Amburgo da genitori ghanesi, è fratello di Christian Conteh, anch'egli calciatore professionista.

## Palmarès

### Club

#### Competizioni nazionali
- 3. Liga: 1

Magdeburgo: 2021-2022